# حارة شعب الدار (صنعاء همدان)
حارة شعب الدار هي إحدى حارات حي وسط ضلاع بضواحي صنعاء مديرية همدان، بلغ تعداد سكانها 60 نسمة حسب تعداد اليمن لعام 2004.